# 코르도바 알카사르

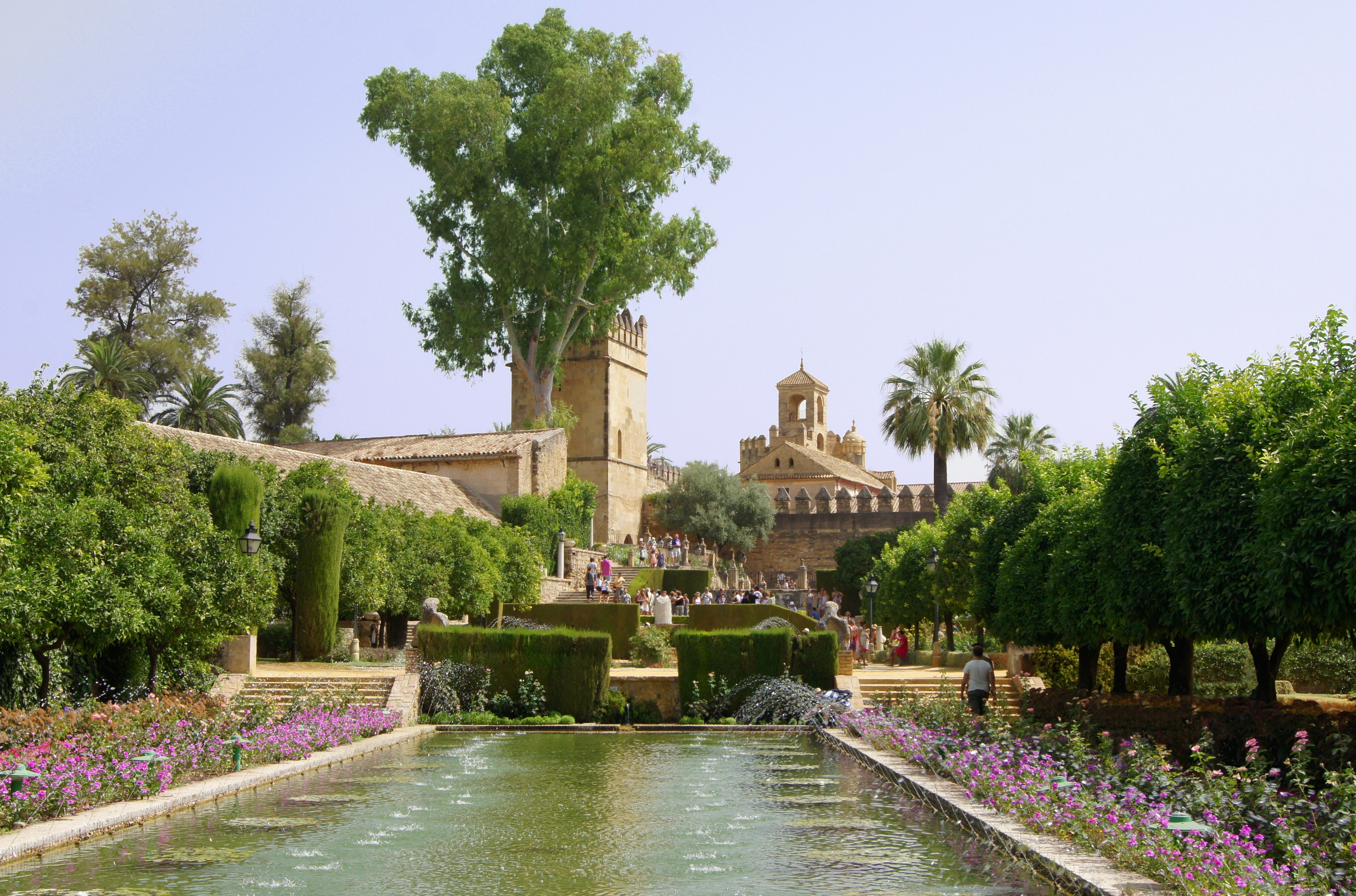
알카사르

알카사르(스페인어: Alcázar de los Reyes Cristianos)는 스페인 코르도바의 알카사르이다.